# Miehlen
Miehlen település Németországban, Rajna-vidék-Pfalz tartományban. Lakosainak száma 2064 fő (2023. december 31.). Miehlen Hainau és Ruppertshofen községekkel határos.

## Népesség
A település népességének változása:
| Lakosok száma | 1643 | 1935 | 1934 | 1986 | 2049 | 2064 |
|               | 1975 | 2017 | 2019 | 2021 | 2022 | 2023 |